# ケン・ヘンズレー
ケン・ヘンズレー（Ken Hensley、1945年8月24日 - 2020年11月4日）は、イングランド出身のミュージシャン。オルガニスト、マルチプレーヤー、音楽プロデューサー。
ブリティッシュ・ロックバンド「ユーライア・ヒープ」の元メンバーとして知られる。

## 経歴
1965年、ミック・テイラーらと結成した「ゴッズ」のメンバーとしてデビュー。アルバム2作の制作に携わった後、1969年にゴッズが新しいレコード会社と契約して「トー・ファット」に改名した後も在籍した。またゴッズの3作目のアルバムに収録される予定だった楽曲を収録したアルバムを同年制作して、翌1970年に「ヘッド・マシーン」の名義で発表した。
1969年、ゴッズのメンバーだったポール・ニュートンに誘われて、ニュートンが在籍していたスパイクに加入。彼を迎えたスパイクは「ユーライア・ヒープ」と改名した。彼はメイン・コンポーザーとして個性的なソングライティングで主導権を握り、キーボーディストとしてディープ・パープルのジョン・ロードらと並ぶ1970年代のハードロック界の代表的なハモンドオルガン奏者に挙げられた。
ユーライア・ヒープ脱退後の1980年代は「ブラックフット」などに参加し、その後はソロ活動に専念する。 
2000年代には、かつて共にユーライア・ヒープで活動したジョン・ウェットンやジョン・ロートンと共演するツアーを行った。
近年ではヨルン・ランデやグレン・ヒューズなどをゲストに迎えて、ソロ活動を精力的に行なう一方、2006年にはKen Hensley & Live Fireでも活動した。
2013年、ソロの日本公演。1973年のユーライア・ヒープの公演以来、40年ぶりの来日だった。
2020年11月4日、スペインにて死去、75歳。
2021年3月、遺作となるソロ・アルバム『My Book of Answers』が発表された。

## ギャラリー

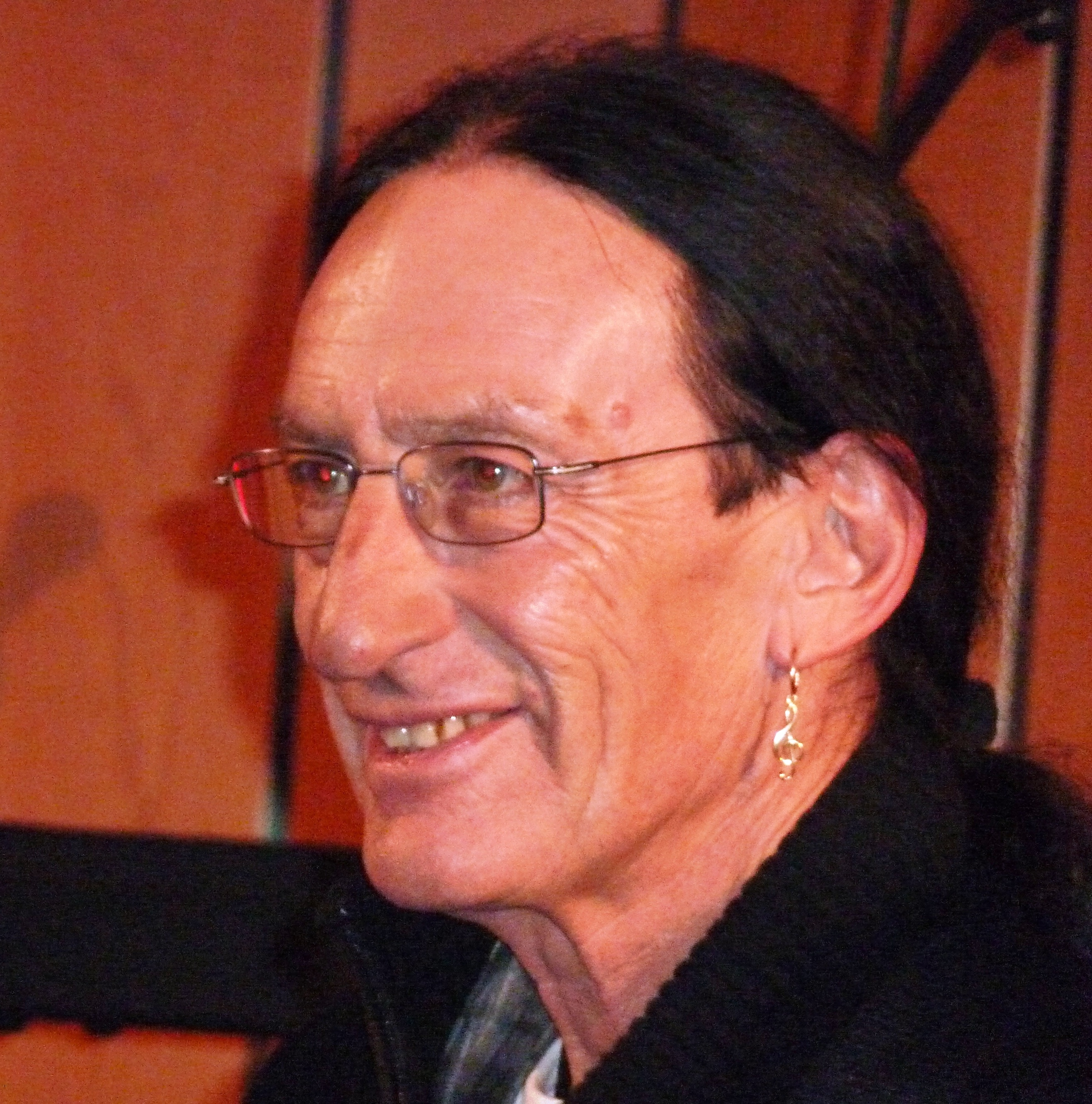
ドイツ・ルートヴィヒスブルクにて（2009年12月）
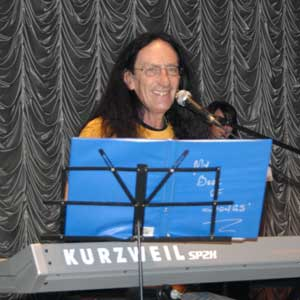
ロシア・ロストフ公演（2010年）
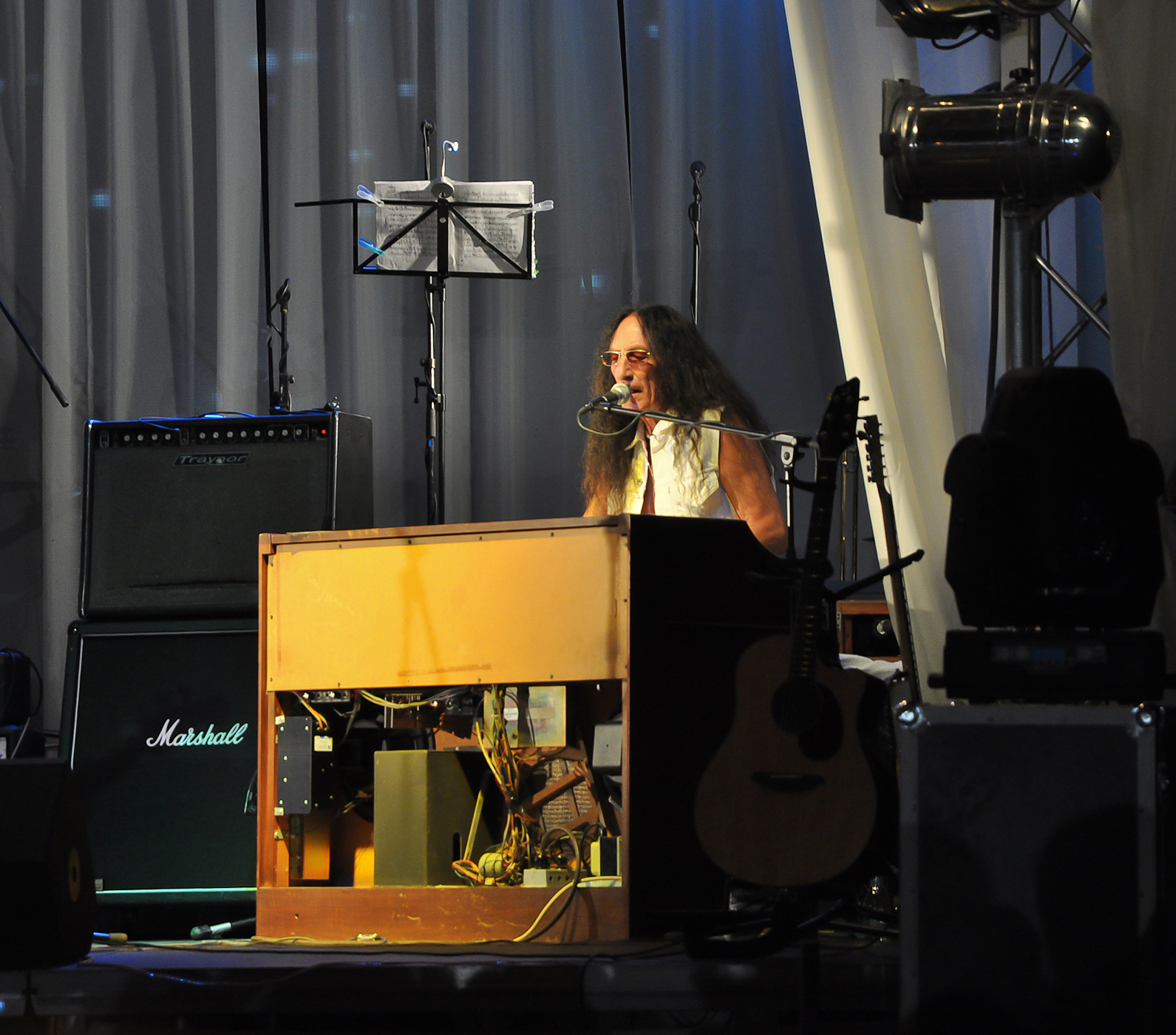
ブルガリア・ソフィア公演（2011年）
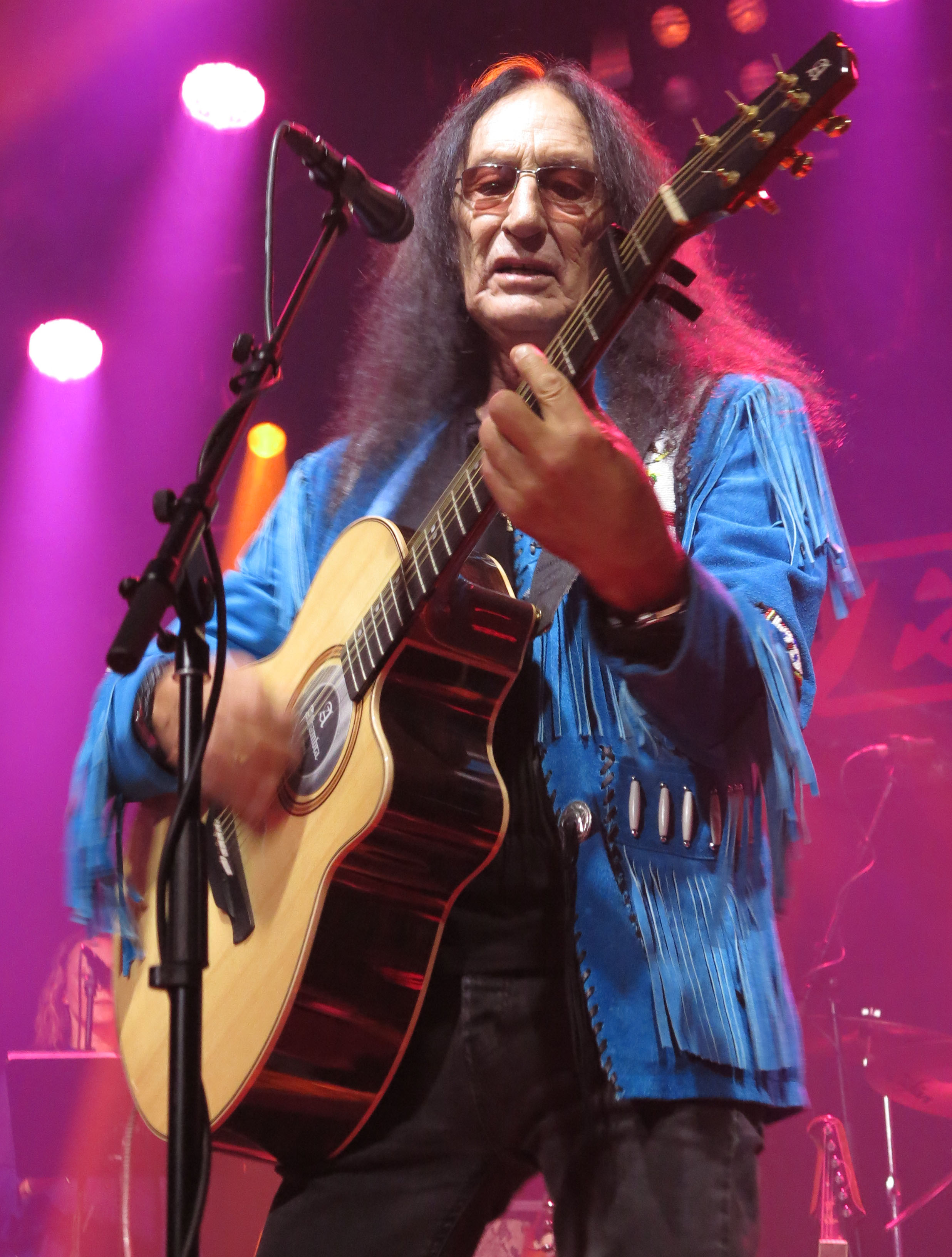
晩年 - フィンランド・ヘルシンキ公演（2019年）

## 在籍グループ
- ゴッズ (1965年-1969年)
- ヘッド・マシーン (1969年)
- トー・ファット (1969年)
- ユーライア・ヒープ (1969年-1980年)
- Shotgun (1981年)
- ブラックフット (1982年-1985年)

リーダー・バンド
- Ken Hensley Band (1981年)
- Ken Hensley & Visible Faith (1999年)
- Hensley/Lawton Band (2000-2001年)
- Ken Hensley/John Wetton (2001年)
- Ken Hensley & Free Spirit (2002年)
- Ken Hensley & The Viking All-Stars Band (2005年)
- Ken Hensley & Live Fire (2006年- )

## ディスコグラフィ

### ソロ・アルバム
オリジナルアルバム
- 『誇り高き言霊』 - Proud Words on a Dusty Shelf (1973年) ※全豪57位[8]
- 『愛と苦悩』 - Eager to Please (1975年)
- 『フリー・スピリット』 - Free Spirit (1980年)
- A Glimpse of Glory (1999年)
- Running Blind (2002年)
- 『ザ・ラスト・ダンス』 - The Last Dance (2003年)
- Cold Autumn Sunday (2005年)
- Blood on the Highway (2007年)
- Love & Other Mysteries (2012年)[9]
- My Book of Answers (2021年) ※遺作

ライブアルバム / 映像
- Live Fire (2007年) ※DVD
- Blood on the Highway – Release Concert (2008年) ※DVD
- Live Tales (2013年)

コンピレーション
- The Best of Ken Hensley (1990年)
- From Time to Time (1994年)
- Ken Hensley Anthology (2000年)
- 『ザ・ウィザーズ・ダイアリー・ヴォリューム・ワン』 - The Wizard's Diary Vol. 1 (2004年) ※CD&DVD
- Elements – Anthology 1968 To 2005 (2006年)
- Inside the Mystery (2006年)
- Rare & Timeless (2018年)

### ユーライア・ヒープ
- 『ユーライア・ヒープ・ファースト』 - ...Very 'Eavy ...Very 'Umble (1970年)
- 『ソールズベリー』 - Salisbury (1971年)
- 『対自核』 - Look at Yourself (1971年)
- 『悪魔と魔法使い』 - Demons and Wizards (1972年)
- 『魔の饗宴』 - The Magician's Birthday (1972年)
- 『ユーライア・ヒープ・ライヴ』 - Uriah Heep Live (1973年) ※ライブ
- 『スイート・フリーダム』 - Sweet Freedom (1973年)
- 『夢幻劇』 - Wonderworld (1974年)
- 『幻想への回帰』 - Return to Fantasy (1975年)
- 『ハイ・アンド・マイティ』 - High and Mighty (1976年)
- 『ファイアフライ』 - Firefly (1977年)
- 『罪なきいけにえ』 - Innocent Victim (1977年)
- 『堕ちた天使』 - Fallen Angel (1978年)
- 『征服者』 - Conquest (1980年)
- Live at Shepperton '74 (1986年) ※ライブ
- Live in Europe 1979 (1986年) ※ライブ
- The Lansdowne Tapes (1993年) ※コンピレーション
- A Time of Revelation (1996年) ※CD-BOX
- Live in San Diego 1974 (1997年) ※ライブ
- 『真・魔の饗宴〜ライヴ2001』 - The Magician's Birthday Party (2002年) ※ライブ、スペシャル・ゲストとして参加

### ゴッズ
- 『ジェネシス』 - Genesis (1968年)
- 『トゥ・サミュエル・ア・サン』 - To Samuel a Son (1969年)
- The Gods Featuring Ken Hensley (1976年)

### ヘッド・マシーン
- Orgasm (1970年)[1][10]

### トー・ファット
- Toe Fat (1970年)

### ウィード
- Weed...! (1971年)

### ブラックフット
- 『革命と反乱』 - Siogo (1983年)
- 『ヴァーティカル・スマイルズ』 - Vertical Smiles (1984年)
- 『キング・ビスケット・ライヴ』 - KBFH Presents Blackfoot Live 1983 (1998年) ※ライブ

### ジョン・ロートン
- The Return (2001年) ※ライブ
- Salisbury Live (2001年) ※ライブ

### ジョン・ウェットン
- More Than Conquerors (2002年) ※ライブ
- One Way Or Another (2002年) ※ライブ

### ケン・ヘンズレー & ライヴ・ファイア
- Faster (2011年)
- Live Fire (2013年) ※ライブ
- Trouble (2013年)
- Live In Russia (2019年)

## 日本公演
- 2013年5月28日・29日 高田馬場AREA